# 엔도어즈
엔도어즈(NDOORS Corporation)는 대한민국의 게임 회사이자 온라인 게임 및 MMORPG 개발사이며, 세계 최대 온라인 게임 회사 중 하나인 넥슨의 자회사이다. 본사는 서울특별시, 대한민국에 위치해 있다. 엔도어즈는 1999년 9월 "인티즌 주식회사"로 시작했으나, 2004년 10월 "엔도어즈"로 사명을 변경했다. 2006년 1월 18일, 엔도어즈는 쿵 엔터테인먼트를 인수하여 PC 게임뿐만 아니라 PSP2 및 PSP 콘솔 게임도 제작할 수 있게 되었다. 현재 엔도어즈의 CEO는 조성원이다. 엔도어즈 로고는 "차별성, 공감, 확장"으로 요약될 수 있다.
2017년, 엔도어즈는 넥슨 레드로 합병되었다.

## 역사
출처:
엔도어즈는 2004년 1월 첫 타이틀인 군주 온라인을 출시했다. 이는 첫 성공작이 되었고 수많은 수상으로 이어졌다. 군주 온라인의 성공 덕분에 월든 인터내셔널은 엔도어즈에 4백만 달러를 투자했고, 월든 인터내셔널의 전무이사인 키 록 추아는 엔도어즈 이사회에 이사로 합류했다. 이는 엔도어즈의 세계화 추진에 큰 부분을 차지했다. 최근, 그들의 타이틀 "아틀란티카 온라인"은 2008년 대한민국 게임 대상에서 최우수상을 수상했다.

### 넥슨과의 파트너십
2006년 10월 13일, 넥슨의 CEO 김정주는 넥슨이 10월 12일 엔도어즈와 계약을 체결했다고 발표했다. 그 해 11월 9일, 넥슨은 넥슨 코리아 부문에서 지스타 2006에서 엔도어즈가 개발한 "쿵파"의 게임 플레이 비디오를 공개했다.

### 넥슨의 인수
2010년 5월 4일, 넥슨은 엔도어즈를 인수했다고 발표했다.

## 사업 부문
출처:

### NDOORS 글로벌
엔도어즈 인터랙티브로도 알려진 이 지부는 미국, 북아메리카에 위치해 있다. 엔도어즈 인터랙티브는 "아틀란티카 온라인", "원더킹 온라인", "루미너리: 라이즈 오브 더 군주" 세 가지 게임을 포함했다. 원더킹 온라인은 엔도어즈 글로벌에 독점적이었으나, 현재는 이그나이티드 게임즈에 라이선스가 부여되었다. 반면, 아틀란티카(아틀란티카 온라인으로도 알려짐)와 루미너리(군주 온라인 및 루미너리: 라이즈 오브 더 군주로도 알려짐)는 다른 사업 부문에도 위치해 있다.

### NDOORS 재팬
엔도어즈 엔터테인먼트로도 알려진 이 지부는 일본에 위치해 있다. 엔도어즈 엔터테인먼트는 "군주 온라인", "아틀란티카 온라인", "코룸 온라인", "리언스 온라인" 네 가지 게임을 포함한다. 리언스 온라인은 엔도어즈 재팬 사업 부문에만 독점적이다. 자세한 내용은 NDOORS 재팬 (위치)를 참조하라.

## 위치
출처:

### 중화인민공화국
2008년 4월부터 엔도어즈는 아틀란티카 온라인의 라이선스를 더나인에 부여했다. "군주 온라인"(중국어: HwanReo Goonzu)의 오픈 베타 테스트는 중화인민공화국에서 시작되었으며, HwanReo 엔터테인먼트가 중국 버전의 군주 온라인을 운영하는 회사이다.

### 유럽
현재 에이리어 게임즈 (출신은 독일)는 "군주 온라인"의 라이선스를 가지고 있다. 이 버전의 "군주 온라인"은 이미 서비스되었지만, 에이리어 게임즈는 서비스를 계속하지 않기로 결정했고 서버는 북아메리카 서버와 통합되었다.
2009년부터 엔도어즈는 독일에 본사를 두고 유럽에서 사업을 운영하고 있다. 2009년에 독일에서 아틀란티카 온라인을 시작했으며, 2010년에는 아틀란티카 온라인 프랑스 서비스가 시작되었다.

### 일본
2005년 8월 10일부터 엔도어즈는 "군주 온라인"의 라이선스를 게임스팟에 부여했다. 군주 온라인은 2006년 8월이 되어서야 일본에서 상업적으로 서비스되기 시작했다. 자세한 내용은 NDOORS 재팬 (사업 부문)를 참조하라.

### 대한민국
대한민국의 엔도어즈 사업 부문은 엔도어즈의 선구자였다.

### 대만
2007년 9월부터 엔도어즈는 "군주 온라인"(중국어: 君主Online)의 라이선스를 MacroWell Technology Co.Ltd.에 부여했다.

### 미국
2007년 10월부터 엔도어즈는 "군주 온라인"의 라이선스를 NHN USA에 부여했다.

### 베트남
2009년 2월부터 엔도어즈는 "아틀란티카 온라인"의 라이선스를 VTC 인터컴에 부여했다. "아틀란티카 온라인"은 현재 엔도어즈 베트남 사업 부문의 유일한 게임이다.

### 남아메리카
2010년 10월부터 엔도어즈는 아틀란티카 온라인의 라이선스를 이그나이티드 게임즈에 부여하여 남아메리카 시장 전체를 담당하게 했다. "아틀란티카 온라인 스페인어"는 2011년 11월 10일에 상업적으로 출시되었고, "아틀란티카 온라인 브라질"은 2011년 6월에 상업적으로 출시되었다. 아틀란티카 온라인은 현재 이그나이티드 게임즈의 남아메리카 시장 주력 타이틀이다.

## 관계사

### 파트너사
13개의 파트너사가 있다
1. "에이리어 게임즈"
2. "아시아소프트"
3. "GALA Net"
4. "감마니아"
5. "CJ Corporation"
6. "이그나이티드 게임즈"
7. "MacroWell"
8. "넥슨"
9. "NHN"
10. "SBSi"
11. "The9"
12. "VTC Intercom"
13. "크레온"

### 게임
- "아틀란티카 온라인"
- "코룸 온라인"
- "쿵파"
- "리언스 온라인"
- "타임 앤 테일즈"

#### 루미너리
글로벌 루미너리 시리즈:
- "루미너리: 라이즈 오브 더 군주"
- "군주 온라인"
- "군주 스페셜"

## 같이 보기
- 에이리어 게임즈
- 아시아소프트
- 아틀란티카 온라인
- CJ Corporation
- 감마니아
- 이그나이티드 게임즈
- 넥슨
- NHN
- SBSi
- 더나인